# Bahnhof Eystrup
Der Bahnhof Eystrup ist ein Nahverkehrsbahnhof in Eystrup an der Bahnstrecke Wunstorf–Bremen. Hier zweigt die Bahnstrecke Eystrup–Syke ab, die bis Hoya regelmäßig im Güterverkehr bedient wird, im Sommer gibt es dort auch touristischen Verkehr mit Triebwagen unter der Bezeichnung „Kaffkieker“.
Am Bahnhof halten stündlich Regional-Express-Züge nach Hannover und Bremen. Die Züge in Richtung Bremen fahren im Wechsel weiter nach Bremerhaven und nach Norddeich Mole.

## Geschichte

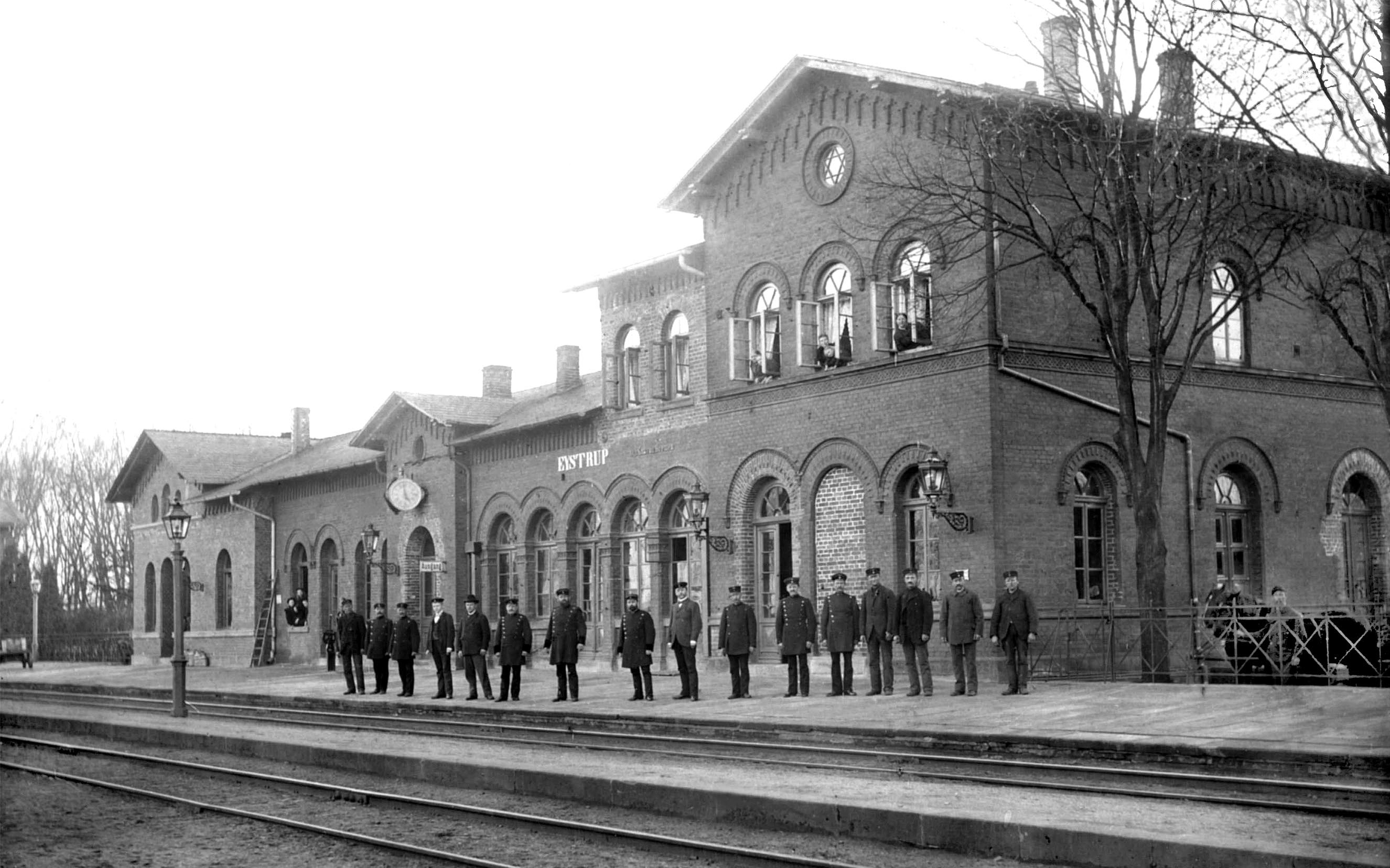
Empfangsgebäude und Personal um 1900

Am 12. Dezember 1847 wurde die Bahnstrecke Wunstorf–Bremen eröffnet, damit erhielt Eystrup einen Eisenbahnanschluss. Die Gleisanlagen wurden in den nachfolgenden Jahrzehnten laufend erweitert.
Am 23. November 1881 wurde durch die Hoyaer Eisenbahn-Gesellschaft (HEG), einer Vorgängergesellschaft der heutigen Verkehrsbetriebe Grafschaft Hoya (VGH), eine normalspurige Strecke nach Hoya eröffnet, die 1900 Anschluss an die schmalspurige Kleinbahn Hoya–Syke–Asendorf erhielt.
1972 wurde der Schienenpersonenverkehr nach Hoya eingestellt. 1979/1980 wurde ein neues Empfangsgebäude südlich des bisherigen errichtet, das am 1. August 1980 eröffnet wurde. Im Anschluss wurde das alte Gebäude aus dem Jahr 1843 abgerissen.
Der Eystruper Bahnhof wurde in den Jahren 2011 und 2012 modernisiert. Seitdem wird in Fahrtrichtung Nienburg das alte Gleis 1 sowie in Fahrtrichtung Verden das neue Gleis 3 benutzt. Auf Gleis 2 finden Durchfahrten der IC/ICE/EC sowie von Güterzügen statt. Mit dem Umbau wurde der Bahnhof barrierefrei ausgebaut. Der alte Bahnübergang wurde durch eine Unterführung für Radfahrer und Fußgänger ersetzt. Kraftfahrzeuge müssen die etwas weiter südlich neu errichtete Brücke benutzen.

## Anlagen

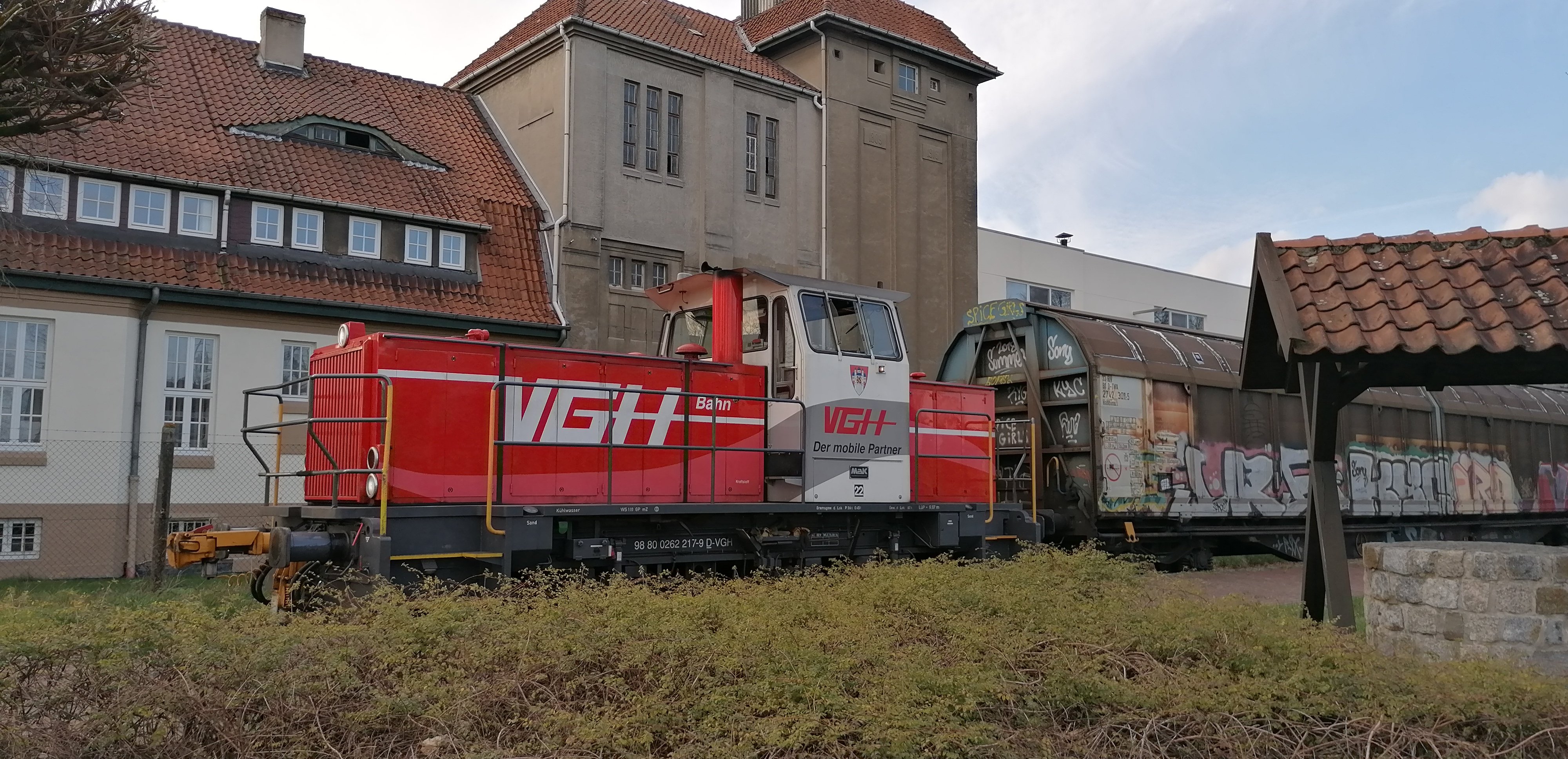
Güterverkehr mit der Lok vom Typ MaK G 763 C der Verkehrsbetriebe Grafschaft Hoya. Im Hintergrund das Gebäude der Essig- & Senffabrik Ph. Leman.

Für die Übergabe der Güterwagen in Richtung Hoya (meist Schiebewandwagen zur/von der dortigen Kartonfabrik der Smurfit Kappa Group) stehen mehrere Übergabegleise zur Verfügung. Ebenfalls werden einige Gleise saisonabhängig genutzt, um landwirtschaftliche Produkte zu be- oder entladen.

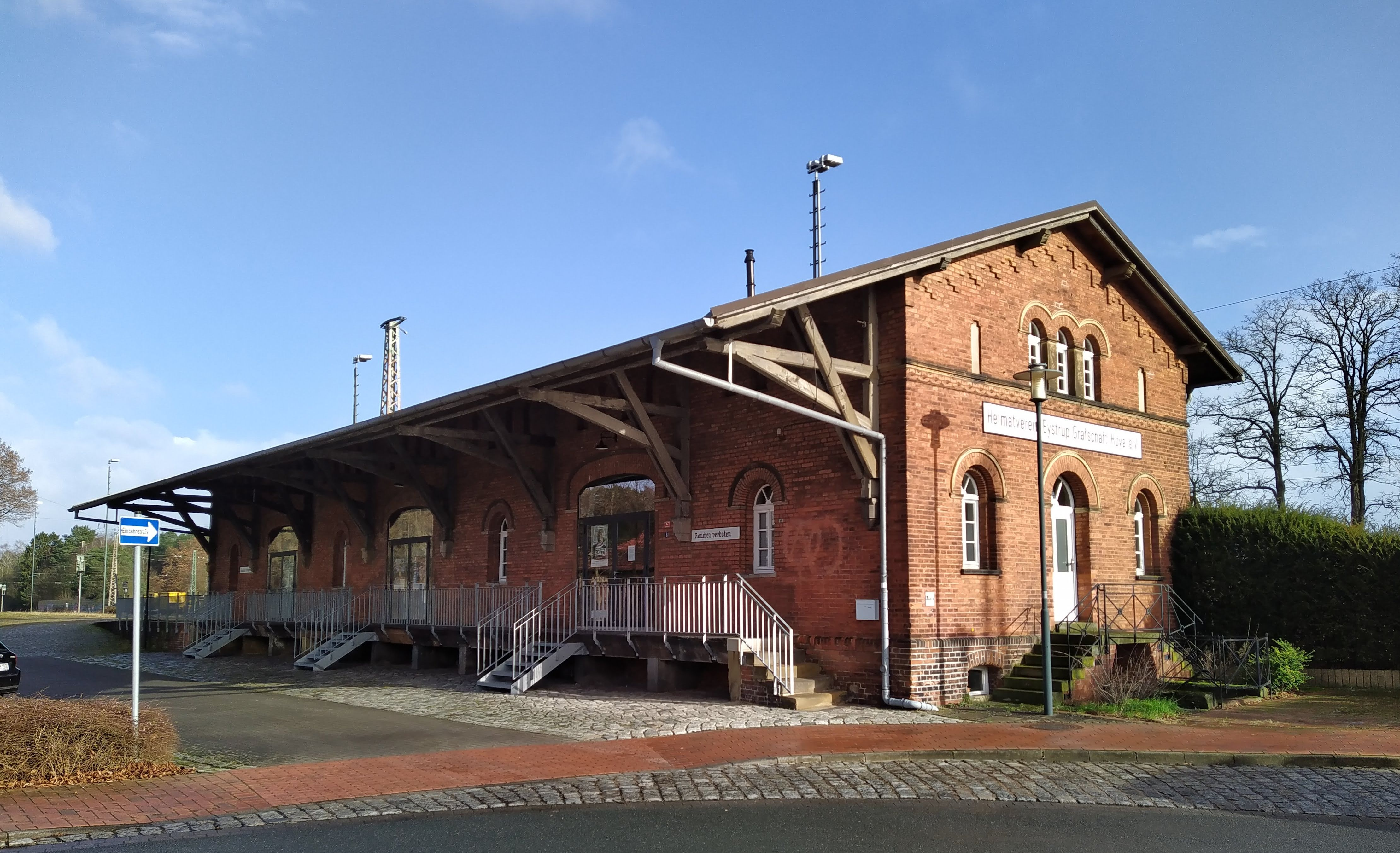
Güterschuppen Eystrup

Der erhaltene denkmalgeschützte Güterschuppen Eystrup wird seit 2008 vom Heimatverein Eystrup Grafschaft Hoya e.V. genutzt.
Im nördlichen Bahnhofsbereich gibt es einen Anschluss des Gleisbauunternehmens Wiebe.
Bis zum Umbau gab es neben dem Hausbahnsteig nur einen Zwischenbahnsteig an Gleis 2, so dass bei Halten von Zügen nach Bremen das Gleis Richtung Hannover gesperrt werden musste.
Der Hausbahnsteig war so kurz, dass es südlich des Bahnüberganges eine Verlängerung gab. Ein Zustand, der erst mit der Aufgabe des Bahnüberganges und Anlage der Unterführung ein Ende fand.

### VGH-Anlagen
Die Strecke der VGH endet – wie auch schon zur HEG-Zeit – in einem Bahnsteiggleis westlich des ehemaligen Empfangsgebäudes. Nördlich des Bahnsteiges gibt es eine Umsetzmöglichkeit. Das Bahnsteiggleis dient auch heute noch als Ausziehgleis, da die Staatsbahngleise nicht direkt, sondern nur über eine Sägefahrt erreichbar sind. Vom VGH-Gleis gab es einen Anschluss der Essig- & Senffabrik Ph. Leman.

## Verkehrsanbindung

### Regionalverkehr
| Linie | Linienverlauf | Takt    | Betreiber     |
| ----- | --- | ------- | ------------- |
| RE 1  | Norddeich Mole – Norddeich – Norden – Marienhafe – Emden Hbf – Leer (Ostfriesland) – Augustfehn – Westerstede-Ocholt – Bad Zwischenahn – Oldenburg (Oldb) Hbf – Hude – Delmenhorst – Bremen Hbf – Bremen-Mahndorf – Achim – Verden (Aller) – Dörverden – Eystrup – Nienburg/Weser – Neustadt a Rübenberge – Wunstorf – Hannover Hbf Stand: Fahrplanwechsel Dezember 2024 | 120 min | DB Regio Nord |
| RE 8  | Bremerhaven-Lehe – Bremerhaven Hbf – Osterholz-Scharmbeck – Bremen Hbf – Bremen-Mahndorf – Achim – Verden (Aller) – Dörverden – Eystrup – Nienburg/Weser – Neustadt a Rübenberge – Wunstorf – Hannover Hbf Stand: Fahrplanwechsel Dezember 2024 | 120 min | DB Regio Nord |